# Internationaux de Strasbourg 2017
Internationaux de Strasbourg 2017 byl tenisový turnaj pořádaný jako součást ženského okruhu WTA Tour, který se odehrával na otevřených antukových dvorcích městského areálu. Probíhal mezi 21. až 27. květnem 2017 ve francouzském Štrasburku jako třicátý první ročník turnaje.
Turnaj s rozpočtem 250 000 dolarů patřil do kategorie WTA International Tournaments. Nejvýše nasazenou hráčkou ve dvouhře se stala světová dvanáctka Caroline Wozniacká z Dánska, která v úvodu druhé sady prvního kola skrečovala Američance Shelby Rogersové pro zranění zad. Jako poslední přímá účastnice do dvouhry nastoupila polská 84. hráčka žebříčku Magda Linetteová.
Druhou trofej ze Štrasburku a devátou v kariéře získala Samantha Stosurová, která si udržela pozici australské jedničky, o níž ji mohla připravit poražená finalistka Darja Gavrilovová. Na tomto postu po turnaji strávila již 450 týdnů. Australanky si odvezly také trofej ze čtyřhry, jíž ovládla stabilní dvojice Ashleigh Bartyová a Casey Dellacquová.

## Distribuce bodů a finančních odměn

### Distribuce bodů
| Soutěž  | vítězky | finalistky | semifinalistky | čtvrtfinalistky | 16 v kole | 32 v kole | Q  | Q3 | Q2 | Q1 |
| ------- | ------- | ---------- | -------------- | --------------- | --------- | --------- | -- | -- | -- | -- |
| dvouhra | 280     | 180        | 110            | 60              | 30        | 1         | 18 | 14 | 10 | 1  |
| čtyřhra | 280     | 180        | 110            | 60              | 1         | —         | —  | —  | —  | —  |

### Finanční odměny
| Soutěž                                | vítězky | finalistky | semifinalistky | čtvrtfinalistky | 16 v kole | 32 v kole | Q2   | Q1   |
| ------------------------------------- | ------- | ---------- | -------------- | --------------- | --------- | --------- | ---- | ---- |
| dvouhra                               | €34 677 | €17 258    | €9 274         | €4 980          | €2 742    | €1 694    | €823 | €484 |
| čtyřhra                               | €9 919  | €5 161     | €2 770         | €1 468          | €774      | —         | —    | —    |
| částky ve čtyřhře jsou uváděny na pár |         |            |                |                 |           |           |      |      |

## Ženská dvouhra

### Nasazení
| Stát                           | Hráčka                     | WTA | Nasazení |
| ------------------------------ | -------------------------- | --- | -------- |
| Dánsko                         | Caroline Wozniacká         | 10  | 1        |
| Rusko                          | Jelena Vesninová           | 15  | 2        |
| Chorvatsko                     | Mirjana Lučićová Baroniová | 22  | 3        |
| Španělsko                      | Carla Suárezová Navarrová  | 23  | 4        |
| Francie                        | Caroline Garciaová         | 24  | 5        |
| Austrálie                      | Samantha Stosurová         | 25  | 6        |
| Austrálie                      | Darja Gavrilovová          | 33  | 7        |
| Čína                           | Pcheng Šuaj                | 39  | 8        |
| Portoriko                      | Mónica Puigová             | 40  | 9        |
| Žebříček WTA k 15. květnu 2017 |                            |     |          |

### Jiné formy účasti
Následující hráčky obdržely divokou kartu do hlavní soutěže:
- Alizé Cornetová
- Amandine Hesseová
- Samantha Stosurová
- Jelena Vesninová

Následující hráčky postoupily z kvalifikace:
- Ashleigh Bartyová
- Julia Boserupová
- Madison Brengleová
- Camila Giorgiová
- Jelizaveta Kuličkovová
- Věra Lapková

Následující hráčka postoupila z kvalifikace jako tzv. šťastná poražená:
- Çağla Büyükakçay[1]

### Odhlášení
před zahájením turnaje
- Lara Arruabarrenová → nahradila ji  Natalja Vichljancevová
- Catherine Bellisová → nahradila ji  Jennifer Bradyová
- Mirjana Lučićová Baroniová (poranění pravého ramene)[1]  → nahradila ji  Çağla Büyükakçay
- Jeļena Ostapenková → nahradila ji  Risa Ozakiová
- Roberta Vinciová → nahradila ji  Andrea Petkovicová

## Ženská čtyřhra

### Nasazení
| Stát                                                                       | Hráčka             | Stát             | Hráčka                | WTA | Nasazení |
| -------------------------------------------------------------------------- | ------------------ | ---------------- | --------------------- | --- | -------- |
| Čínská Tchaj-pej                                                           | Čan Chao-čching    | Čínská Tchaj-pej | Čan Jung-žan          | 26. | 1.       |
| Kanada                                                                     | Gabriela Dabrowská | Čína             | Sü I-fan              | 42. | 2.       |
| Chorvatsko                                                                 | Darija Juraková    | Austrálie        | Anastasia Rodionovová | 70. | 3.       |
| Japonsko                                                                   | Šúko Aojamová      | Čína             | Jang Čao-süan         | 91. | 4.       |
| Žebříček WTA k 15. květnu 2017; číslo je součtem umístění obou členek páru |                    |                  |                       |     |          |

## Přehled finále

### Ženská dvouhra
- Samantha Stosurová vs.  Darja Gavrilovová, 5–7, 6–4, 6–3

### Ženská čtyřhra
- Ashleigh Bartyová /  Casey Dellacquová vs.  Čan Chao-čching /  Čan Jung-žan, 6–4, 6–2